# 도성 2 - 가두도성
《도성 2 - 가두도성》(賭聖 2 街頭賭聖, The Saint Of Gamblers)은 홍콩에서 제작된 왕정 감독의 1995년 액션, 코미디 영화이다. 갈민휘 등이 주연으로 출연하였다.

## 출연

### 주연
- 갈민휘
- 견자단
- 구숙정

### 조연
- 오맹달
- 팽단
- 임국빈
- 석소룡
- 성규안
- 정동
- 진백상